# 박영숙 (예술가)
박영숙(1947년 ~ )은 대형 백자 달항아리(조선 후기에 유행했던 그릇)로 유명한 한국 도예가이다. 달항아리에 대한 박 작가의 현대적 해석은 전통적인 장인의 전통과 색상, 형태, 비율에 대한 그녀만의 독특한 미적 감각을 결합한다. 그녀의 미니멀한 미학과 도자기의 번역은 한국현대도예의 의미와 중요성, 대중성을 세계적으로 확산시키는 데 기여했다.

## 생애
박영숙은 조선의 역사와 문화가 풍부한 지역인 경주시에서 태어났다. 박영숙은 자라면서 골동품 가게를 방문하여 물건을 수집하고 작은 전시물을 관리하는 것을 즐겼다. 어린 나이에도 미적인 눈이 좋다는 평가를 받았다. 박씨는 전통적인 미술학교 교육을 받지 않았다. 그녀는 성인이 되어 갤러리 주인과 결혼했고, 30대 초반에 취미로 도자기를 시작했다. 그녀는 아이들이 성장하고 학교에 다니면서 더욱 진지한 수업을 듣기 시작했다. 그녀의 재능은 인정받았고 선생님들로부터 계속해서 동기를 부여받았다. 그녀는 갤러리 쇼에서 빠르게 성공을 거두었다. 그녀는 색과 형태를 연구하기 위해 일본으로 건너갔다. 그녀의 멘토는 어려운 측면에도 불구하고 그녀가 도자기 작업을 하도록 격려했다. 이우환 작가는 기술을 연마하기 위해 도자기로 다기 세트와 디너 세트를 만들어 기술 습득에 도전했다. 1979년 경기도에 박영숙 도예공방을 설립했다.